# Vyučovací hodina
Vyučovací hodina je časový úsek trvající 45 minut, během něhož učitelé žákům vysvětlují nové poznatky, opakují je s nimi nebo je z nich zkouší. V rámci vyučovacího dne mají žáci zpravidla několik vyučovacích hodin za sebou, které jsou oddělené přestávkou o délce obvykle 10 minut a přibližně v polovině dopoledne přestávkou trvající 20 minut. Zahájení a ukončení vyučovací hodiny obvykle oznamuje školní zvonek.